# Французский маникюр

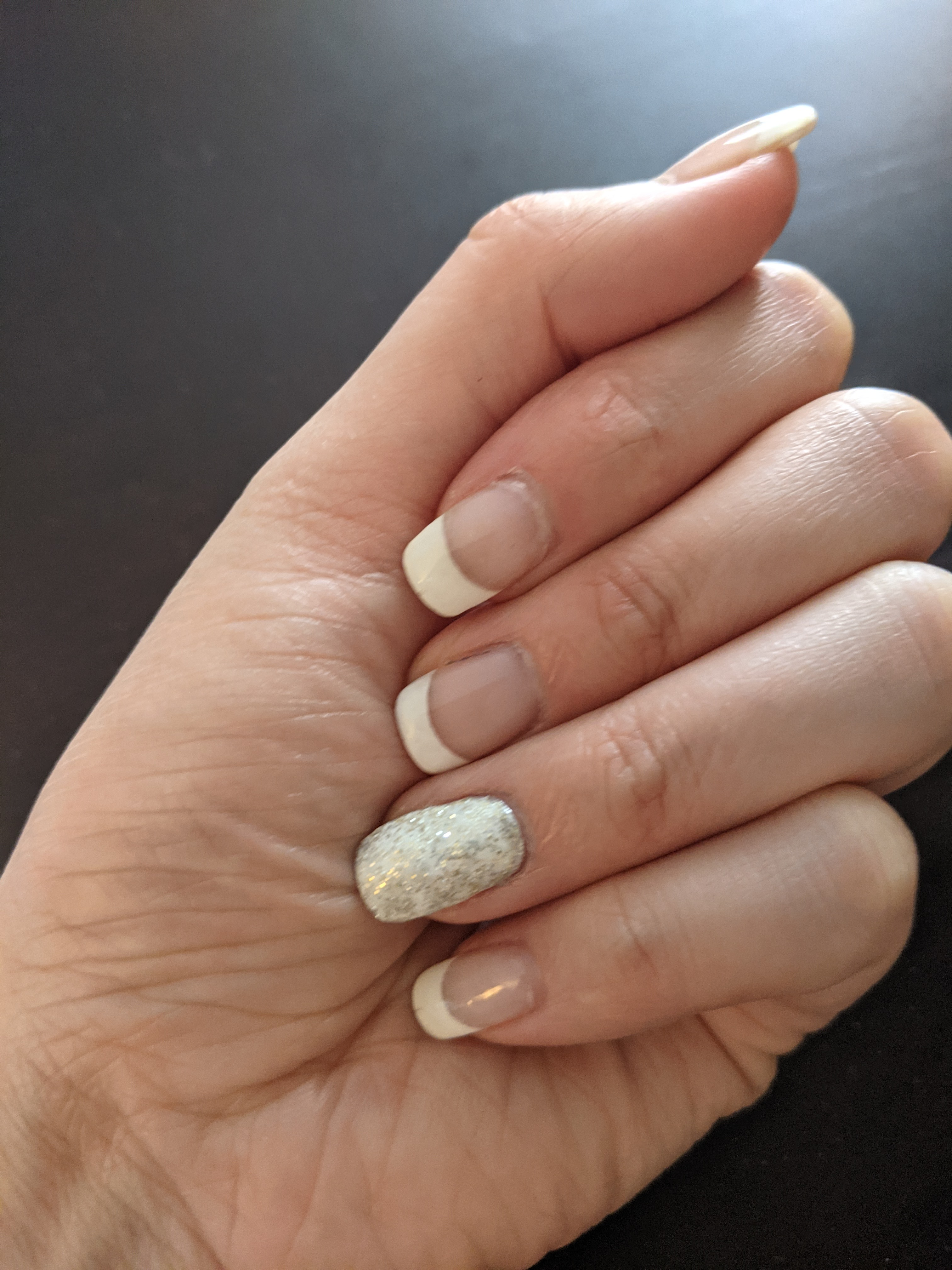
Французский маникюр с дизайном на безымянном пальце

Французский маникюр — один из самых распространённых и популярных видов дизайна ногтей. Классический французский маникюр выглядит следующим образом: ногтевая пластина покрывается неярким бежевым или пастельно-розовым тоном лака, а на кончик ногтя по форме полумесяца наносится белый цвет.

## История французского маникюра
История возникновения французского маникюра, несмотря на его название, берет своё начало в Соединенных Штатах Америки, где 36 лет назад основатель знаменитой марки лаков и продукции для маникюра «ORLY» Джеф Пинк ответил на жалобы своего знакомого режиссёра о том, что в течение съемочного дня стилистам приходится много времени тратить на маникюр для актрис и прикладывать массу усилий для поддержания ногтей в хорошей форме. Он создал революционный новый вид маникюра — френч и, соответственно, новую коллекцию специальных лаков для него. Успех был колоссальным, новинка быстро разошлась по миру, покорила мир моды и вышла на подиумы. Особенно оценили френч французские модели.

## Виды французского маникюра
Индустрия красоты и, в частности, маникюра настолько активно развивается, что на смену классическому френчу (французский маникюр) приходят все новые виды нейл-арта и ногтевого дизайна, ставшие очень популярными среди многих женщин. Так, в современных салонах красоты вам могут предложить уже более 10 разновидностей френча:
- Классический французский маникюр.

Классический френч представляет собой сочетание пастельной основы, нанесенной на всю ногтевую пластину, и белого лака, нанесенного лишь на кончик ногтя. При этом основой для создания такого маникюра может быть как натуральный ноготь, так и наращенный гелем, гель-лаком, акрилом или при помощи типсов.
- Свадебный френч.

Отдельной разновидностью френча, подобранного специально для образа, является свадебный французский маникюр. Такой маникюр даёт возможность подобрать цвет и рисунок френча под свадебное платье или букет и помогает закончить образ невесты.
- Цветной французский маникюр.

Цветной френч в выполнении схож с предыдущим видом, а его отличительной особенностью является использование для декорирования кончика ногтевой пластины различных цветных лаков или узоров.
- Стилизованный френч.

Стилизованный френч или, другими словами, дизайнерский маникюр выполняется с применением для дизайна края ногтевой пластины различных страз, нанесением рисунка или узора.
- Декоративный французский маникюр.

Декоративный френч выполняется так же, как и стилизованный, с применением различных элементов декора: страз, фольги, декоративных камней, наклеек и др.
- Голливудский френч.

Особенностью голливудского френча является форма «улыбки» для нанесения белого лака: в отличие от классического френча, для данного вида она зигзагообразной формы.
- Френч-миллениум.

Френч-миллениум выполняется так же, как и классический, но кончик ногтя при этом украшается блестками или микропылью, что создаёт эффект мерцания.
- Твист-френч.

Одним из новых видов френча является твист-френч, его отличительная особенность в том, что дизайн выполняется не одним, а несколькими цветами.
- Нестандартный френч-маникюр.

Нестандартный френч соединил в себе сочетание всех перечисленных видов французского маникюра, наносимых на ногтевую пластину нестандартной формы.

## Техника выполнения французского маникюра
Существуют две основные техники:
- Первая заключается в следующем: маникюр делается без использования трафарета, полоска белого лака рисуется от руки, при этом необходимо приложить старание и аккуратность, чтобы линия получилась четкая и ровная.
- Вторая техника гораздо проще в выполнении, для создания идеально ровной белой полоски используется шаблон или трафарет, что значительно облегчает саму процедуру и уменьшает время, потраченное на френч-маникюр.

Также есть ещё один способ  создания белого кончика на ногтевой пластине. На отросшую внутреннюю поверхность ногтя наносится специальный отбеливающий карандаш, после чего вся ногтевая пластина покрывается прозрачным лаком. Этот способ является гораздо более удобным и простым в исполнении, однако хуже скрывает дефекты ногтя.